# Bavia intermedia
Bavia intermedia es una especie de Arachnida del género Bavia, de la familia Salticidae, del orden Araneae.

## Distribución
Bavia intermedia se distribuye por Filipinas.

## Taxonomía
Fue descrita científicamente por Ferdinand Anton Franz Karsch en 1880. Fue publicado por primera vez en Arachnologische Blätter (Decas I). Zeitschrift Für Die Gesammten Naturwissenschaften, Dritte Folge, volumen 5, entre las páginas 373 y 409, ilustración número 12, Karsch, F. (1880).